# 1248
| [ Edytuj tabelę ]                          |                                                                           |
| Książę Małopolski                          | - 1243 Bolesław V Wstydliwy 1279                                          |
| Książę Wielkopolski                        | - 1239 Przemysł I 1257 - 1239 Bolesław Pobożny 1279                       |
| Król Angkoru                               | - 1244 Dżajawarman VIII 1295                                              |
| Król Anglii                                | - 1216 Henryk III 1272                                                    |
| Król Aragonii i Walencji, hrabia Barcelony | - 1213 Jakub I Zdobywca 1276                                              |
| Książę Bawarii                             | - 1231 Otto II 1253                                                       |
| Margrabia Brandenburgii                    | - 1220 Otto III 1267                                                      |
| Książę Burgundii                           | - 1218 Hugo IV 1272                                                       |
| Cesarz Bizancjum                           | - 1222 Jan III Dukas Watatzes 1254                                        |
| Car Bułgarii                               | - 1246 Michał I Asen 1256                                                 |
| Cesarz Chin                                | - 1224 Song Lizong 1264                                                   |
| Król Cypru                                 | - 1218 Henryk I 1253                                                      |
| Król Czech                                 | - 1230 Wacław I 1253                                                      |
| Król Danii                                 | - 1241 Eryk IV Plovpenning 1250                                           |
| Władca Egiptu                              | - 1240 As-Salih Ajjub 1249                                                |
| Król Francji                               | - 1226 Ludwik IX Święty 1270                                              |
| Król Gruzji                                | - 1246 Dawid VI Narin 1259                                                |
| Hrabia Holandii                            | - 1234 Wilhelm II 1256                                                    |
| Cesarz Japonii                             | - 1246 Go-Fukakusa 1259                                                   |
| Kalif                                      | - 1242 Al-Must’asim 1258                                                  |
| Król Kastylii                              | - 1217 Ferdynand III Święty 1252                                          |
| Król Kastylii i Leónu                      | - 1230 Ferdynand III Święty 1252                                          |
| Patriarcha Konstantynopola                 | - 1244 Manuel II 1255                                                     |
| Władca Korei                               | - 1213 Kojong 1259                                                        |
| Wielki książę litewski                     | - 1240 Mendog 1253                                                        |
| Cesarz Łaciński                            | - 1228 Baldwin II de Courtenay 1261                                       |
| Sułtan Maroka                              | - 1248 Abu Jahja Abu Bakr 1258                                            |
| Kalif Maroka                               | - 1242 Ali as-Said 1248                                                   |
| Król Nawarry                               | - 1234 Tybald I 1253                                                      |
| Król Norwegii                              | - 1217 Haakon IV Stary 1263                                               |
| Hrabia Palatynatu                          | - 1227 Otton I Bawarski 1253                                              |
| Papież                                     | - 1243 Innocenty IV 1254                                                  |
| Król Portugalii                            | - 1223 Sancho II 1248 - 1248 Alfons III 1279                              |
| Sułtan Rumu                                | - 1246 Kajkawus II 1260 - 1248 Kilidż Arslan IV 1265                      |
| Książę Rusi halickiej                      | - 1238 Daniel II 1264                                                     |
| Cesarz Rzymski (niemiecki)                 | - 1220 Fryderyk II 1250 - 1247 Wilhelm z Holandii 1250                    |
| Książę Saksonii                            | - 1212 Albrecht I 1260                                                    |
| Król Serbii                                | - 1243 Stefan Urosz I 1276                                                |
| Król Singasari                             | - 1227 Anuśpati 1248 - 1248 Tohdżaja 1248 - 1248 Dżajawisznuwardhana 1268 |
| Król Szkocji                               | - 1214 Aleksander II 1249                                                 |
| Król Szwecji                               | - 1234 Eryk XI Eriksson 1250                                              |
| Doża Wenecji                               | - 1229 Jacopo Tiepolo 1249                                                |
| Król Węgier                                | - 1235 Bela IV 1270                                                       |
| Wielki mistrz zakonu krzyżackiego          | - 1244 Heinrich von Hohenlohe 1249                                        |

Rok 1248 / MCCXLVIII
stulecia: XII wiek ~
XIII wiek ~
XIV wiek

lata: 1238 «
1243 «
1244 «
1245 «
1246 «
1247 «
1248
» 1249
» 1250
» 1251
» 1252
» 1253
» 1258

## Wydarzenia w Polsce
- Po śmierci Konrada mazowieckiego dzielnica mazowiecka przypadła w udziale dwóm młodszym synom Konrada Mazowieckiego. Kujawy z Łęczycą i Sieradzem wziął Kazimierz, rządy nad właściwym Mazowszem sprawował Siemowit I.
- najazd na Jaćwingów książąt Siemowita i Bolesława Wstydliwego (małopolskie wojska Bolesława prowadzili wojewoda Sąd i kasztelan Sięgniew) wspomagających książąt ruskich Daniela i Wasylka.

## Wydarzenia na świecie
- 4 stycznia:
  - Alfons III został królem Portugalii.
  - założono niemieckie miasto Neubrandenburg.
- 18 lutego – zwycięstwo obrońców Parmy nad wojskami cesarza Fryderyka II Hohenstaufa w bitwie pod Victorią.
- 26 kwietnia – poświęcono Sainte-Chapelle w Paryżu.
- 15 sierpnia – rozpoczęto budowę katedry w Kolonii.
- 1 listopada – Wilhelm z Holandii został koronowany na antykróla Niemiec.
- 23 listopada – rekonkwista: król Kastylii Ferdynand III Święty wyzwolił Sewillę spod panowania islamskiego.
- 24/25 listopada – w nocy osuwisko o objętości 500 milionów m³ zasypało wioski u podnóża szczytu Granier w Préalpes de Savoie we wschodniej Francji; zginęło kilka tysięcy osób.

## Zmarli
- po 25 lutego – Bolesław I, książę mazowiecki (ur. ok. 1208)[1]
- data dzienna nieznana:
  - Henryk z Żygocina, ostatni znany członek zakonu braci dobrzyńskich (ur. ?)[2]